# Rather Ripped
Rather Ripped es el decimocuarto álbum de la banda de rock estadounidense Sonic Youth, lanzado el 13 de junio de 2006. Es el último álbum que la banda publicó para finalizar su contrato con Geffen Records. Jim O'Rourke no tomó parte en su grabación.
Los primeros nombres que se idearon para el álbum fueron: "Sonic Life" y "Do You Believe In Rapture?". Finalmente, se eligió el de Rather Ripped que viene de una tienda de discos quebrada en Portland, OR.
En el Reino Unido el álbum contiene dos bonus track: "Helen Ludenberg" y "Eyeliner". Ambas fueron tomadas de un sencillo lanzado poco después del lanzamiento del álbum. "Helen Ludenberg" también se encuentra disponible en los Estados Unidos como una pista adicional en iTunes Music Store.
En la edición japonesa del álbum podemos encontrar tres bonus track: las dos de Reino Unido, además de "Do You Believe In Rapture?".
Rather Ripped ocupó el número 64 en el ranking de álbumes del Reino Unido, el número 71 en el ranking Billboard de los Estados Unidos, el puesto 43 en el ranking Pitchfork de los 50 mejores álbumes del 2006 y el tercer lugar en el ranking de los 50 mejores álbumes del 2006 en la revista Rolling Stone.

## Lista de canciones
| N.º   | Título                                   | Duración |  |
| 1.    | «Reena» (voz Gordon)                     | 3:47     |  |
| 2.    | «Incinerate» (voz Moore)                 | 4:55     |  |
| 3.    | «Do You Believe in Rapture?» (voz Moore) | 3:11     |  |
| 4.    | «Sleepin Around» (voz Moore)             | 3:42     |  |
| 5.    | «What a Waste» (voz Gordon/Moore)        | 3:33     |  |
| 6.    | «Jams Run Free» (voz Gordon)             | 3:52     |  |
| 7.    | «Rats» (voz Ranaldo)                     | 4:24     |  |
| 8.    | «Turquoise Boy» (voz Gordon)             | 6:14     |  |
| 9.    | «Lights Out» (voz Moore/Gordon)          | 3:32     |  |
| 10.   | «The Neutral» (voz Gordon)               | 4:09     |  |
| 11.   | «Pink Steam» (voz Moore)                 | 6:57     |  |
| 12.   | «Or» (voz Moore)                         | 3:31     |  |
| 80:47 |                                          |          |  |

### Temas adicionales
| N.º   | Título                                                                            | Duración |  |
| 13.   | «Helen Lundeberg» (voz Moore – iTunes y bonus track europeo)                      | 4:39     |  |
| 14.   | «Eyeliner» (voz Moore – bonus track del Reino Unido)                              | 5:44     |  |
| 15.   | «Do You Believe in Rapture? (Psychedelic Mix)» (voz Moore – bonus track de Japón) | 3:14     |  |
| 94:24 |                                                                                   |          |  |

## Estadísticas
| Año  | Estadística                      | Posición |
| ---- | -------------------------------- | -------- |
| 2006 | Canadian College Charts          | 1        |
| 2006 | Tastemakers                      | 3        |
| 2006 | Official Norwegian Albums Chart  | 13       |
| 2006 | Official Belgium Albums Chart    | 20       |
| 2006 | Official French Albums Chart     | 25       |
| 2006 | Official Australian Albums Chart | 40       |
| 2006 | Official Finland Albums Chart    | 40       |
| 2006 | Official Sweden Albums Chart     | 46       |
| 2006 | Official Swiss Albums Chart      | 59       |
| 2006 | Official UK Albums Chart         | 64       |
| 2006 | Billboard Top 200                | 71       |
| 2006 | Official Irish Albums Chart      | 72       |
| 2006 | Official German Albums Chart     | 79       |

## Personal
- Sonic Youth, John Agnello – producción
- T.J. Doherty – grabación
- Chris Allen, Lee Ranaldo – grabación adicional
- John Agnello – grabación adicional
- Don Fleming – producción vocal adicional
- John Agnello – mezcla
- Greg Calbi – masterización
- Christopher Wool – arte
- JP Robinson – diseño de cubierta frontal
- Thurston Moore, Brandy Flower – diseño